# Vicente Naharro
Vicente Naharro (Tobed, Zaragoza, 22 de febrero de 1750-22 de febrero de 1823), fue un pedagogo aragonés.
Formado en la Universidad de Zaragoza, abrió en 1782 en Madrid una escuela de enseñanza fundamental, donde  desarrolló un método silábico para enseñanza de la lengua castellana. Publicó varias obras sobre este tema y tuvo problemas con la censura de Fernando VII, llegando incluso a ser condenado a la cárcel. Por ello no se publicó el último de sus libros hasta la caída del régimen absolutista en 1820.

## Obras
- 1802: Recopilación de los varios métodos inventados para facilitar la enseñanza de leer.
- 1814: El Nuevo Arte de enseñar a leer a los niños de las Escuelas por el orden de un Alfabeto Racional.
- 1815: Silabario para el Nuevo Arte de enseñar a leer a los niños de las Escuelas por el orden de un Alfabeto Racional.
- 1820: Arte de enseñar a escribir cursivo y liberal, inventado por D. Vicente Naharro.